# モンフォルテ・ダルバ
モンフォルテ・ダルバ（伊: Monforte d'Alba）は、イタリア共和国ピエモンテ州クーネオ県にある、人口約2,000人の基礎自治体（コムーネ）。

## 地理

### 位置・広がり

#### 隣接コムーネ
隣接するコムーネは以下の通り。
- バローロ
- カスティリオーネ・ファッレット
- ドリアーニ
- モンキエーロ
- ノヴェッロ
- ロッディーノ
- セッラルンガ・ダルバ

#### 地震分類
イタリアの地震リスク階級 (it) では、4 に分類される
。

## 行政

### 分離集落
モンフォルテ・ダルバには、以下の分離集落（フラツィオーネ）がある。
- Castelletto, Manzoni, Perno, Sant’Anna, San Giuseppe, San Sebastiano